# 仙台市ガス局
仙台市ガス局（せんだいしガスきょく）は宮城県仙台市および多賀城市、名取市、富谷市、大和町、利府町、大衡村の4市2町1村において公営ガス事業を行う仙台市の地方公営企業のひとつで、一般ガス事業者である。

## 概要
同局の2008年度（平成20年度）の都市ガス販売量は約2億5200万m3、売上高は約343億円と、公営ガス事業では国内最大の規模であり、民間事業者を含めた供給戸数当たりでも全国で8番目の規模である。
同局は供給する都市ガスを港工場（仙台市宮城野区）で製造しているが、同工場への原料調達は、マレーシア・サラワク州ビンツルから液化天然ガス (LNG) タンカー「アマン センダイ」を用いて太平洋側にある仙台港まで液体で輸入する方法と、石油資源開発所有の「新潟・仙台天然ガスパイプライン」を用いて日本海側にある新潟東港から気体で移入する方法を持つ。このように太平洋側と日本海側に原料調達ラインを複数化していたため、東日本大震災の際には迅速な復旧が実現した。
「仙台市ガス局」という市の一地方公営企業ながら、単独でテレビCMを出稿する場合がある。また、ミヤギテレビの名探偵コナン内で放映される日本ガス協会のCMも、仙台市ガス局を中心とした宮城県都市ガス協会のCMである。

## 歴史

### 市営ガス事業の発足
かつて、宮城県中央部（現在の仙台市都心部および旧宮城郡エリア）では「仙台瓦斯株式会社」という民間企業がガス事業を行っていたが、第二次世界大戦中の1941年（昭和16年）に陸軍からの「兵器工場へのガス供給」の要請を受けた仙台市が買収・公有化した。鉄道国有法や改正陸運統制令に基づく戦時買収私鉄のように、全国規模で強制的に実施された命令ではなかったことから、現在も全国各地で一貫して株式会社形態（東京ガス、大阪ガスなど）をとる事業者が大半を占め、宮城県内でも仙台市と気仙沼市以外では同様の形態である。
仙台市ガス局は公営企業である数少ないガス事業者であり、政令指定都市でもこのような形態を取るのは仙台市のみである。なお、県庁所在地で他にガス局（水道など他の公営事業との兼業でない独立部局として）を設けている都市としては松江市が運営する松江市ガス局が該当する。

### 戦災と復興
1945年（昭和20年）7月10日の仙台空襲は仙台市中心部を焼き払い、ガス事業にも壊滅的な損害を与えた。事務所・工場など8棟が全焼し、機械設備も多く損傷し、市街の配管も被害を受けた。仙台市はガス供給が停止した状態で敗戦を迎えた。
応急工事は8月に始まり、10月10日に焼け残りの約1500戸に供給を再開した。需要家の数は空襲前の半分以下である。戦後のガス供給のネックになったのは原料となる石炭の不足で、時間制限や休日休止といった制限をかけての供給だった。24時間供給が可能になったのは、1950年（昭和25年）12月30日からになった。設備の完備、需要戸数などについても、戦前水準に回復したのはこの頃である。
仙台市は、1952年（昭和27年）施行の地方公営企業法を受けて、水道ガス事業局を発足させ、仙台市営の公営企業とした。1954年（昭和29年）に国がガス事業法を施行すると、翌1955年（昭和45年）に仙台市はこれにあわせて仙台市ガス供給条例を制定。翌1956年（昭和31年）3月に水道とガスを分離して仙台市ガス局を設置した。

### 年表
- 1909年（明治42年） - 「仙台瓦斯株式会社」（資本金60万円）として創立される[3][1]。
- 1910年（明治43年） - 同社が、石炭でガスを精製する清水小路工場[† 3]（北緯38度15分21.3秒 東経140度52分58.4秒 / 北緯38.255917度 東経140.882889度）を設置。
- 1941年（昭和16年） - 仙台市が仙台瓦斯を72万円で買収し、「電気水道事業部瓦斯事業所」を設置（公有化）[1]。
- 1946年（昭和21年）7月 - 事業所を廃し、「ガス部」とする[9]。
- 1950年（昭和25年）7月12日 - 料金体系変更。使用料ゼロでもかかる最低料金を設定[10]。
- 1951年（昭和26年）11月1日 - 仙台市がガス供給条例を公布[10]。
- 1952年（昭和27年） - 「水道ガス事業局」の発足[11][1]。
- 1953年（昭和28年）- 第一次ガス供給拡張計画を策定[12]。
  - 3月 - 仙台市小田原で新工場のための土地17338平方メートルを買収[12]。
- 1954年（昭和29年）3月 - 工場のための土地9847平方メートルを追加買収[12]。
  - 4月1日 - 国がガス事業法を施行。
- 1956年（昭和31年）3月 - 水道ガス事業局を水道事業とガス事業とに分割し、ガス事業を「仙台市ガス局」とする[1][13]。
- 1957年（昭和32年） - 原町工場（北緯38度16分24.7秒 東経140度54分24.5秒[14]）が竣工[1]。
- 1973年（昭和48年） - 港工場が竣工[1]。
- 1977年（昭和52年） - 幸町新庁舎が完成[1]。
- 1978年（昭和53年）
  - 6月12日17時14分25秒 - 宮城県沖地震（仙台市：震度5）が発生。
  - 原町工場を廃止[1]。
- 1997年（平成9年）
  - マレーシアLNG社（マレーシア・サラワク州ビンツル）[15]と同年から20年間のLNG売買契約[16]。
  - 6月 - 新港工場が操業開始[1]。
- 2002年（平成14年）
  - 新潟・仙台天然ガスパイプライン[† 1]と新港工場を接続（北緯38度16分51.3秒 東経141度1分27.5秒 / 北緯38.280917度 東経141.024306度）[17]。
  - 4月 - 同月より22年間の契約期間中に、東北天然ガスから新潟・仙台天然ガスパイプラインを通じて天然ガス約15億6200万m3（LNG換算：約120万トン）の供給を受ける[17]。
- 2004年（平成16年）
  - 港工場を廃止[1]。
  - ショールーム「Gas Salon」を、仙台市営バス新寺駐車場隣接地の仙台市ガス局工場から、仙台市地下鉄南北線・広瀬通駅前の仙台市営バス広瀬通営業所（車庫）跡地に移転・開所。
- 2005年（平成17年） - 新港工場を港工場に改称[1]。
- 2011年（平成23年）
  - 3月11日 - 東北地方太平洋沖地震（東日本大震災）に伴う津波で港工場が被災し、日本初のLNG基地長期機能停止が発生[5]。全域で供給不能に陥る。
  - 4月16日 - 被害激甚地区を除き復旧。
  - 11月29日 - 港工場の仮復旧工事が終了し、震災後初めてLNG船を受け入れた[18]。
  - 12月19日 - タンクローリーによるLNG出荷を再開[19]。
- 2014年（平成26年）
  - 12月 - 災害リスクを分散するため建設したバックアップステーションが名取市本郷に完成[20]。
- 2015年（平成27年）
  - 6月 - マレーシアLNG社とLNG売買契約締結。

## 民営化の検討
仙台市は、第三セクター方式で受け皿会社を設立した上で、事業と職員を移管して市ガス局を廃止した後、市の出資・出向比率を徐々に引き下げる方法（旧三公社・郵政事業民営化に近い）での民営化を検討していた。譲渡先として設立される企業には当初、東京瓦斯・東北電力・石油資源開発を中核とするグループが出資に名乗りを上げていたが、折からの景気悪化に加え、拒否権付種類株式（黄金株）の取り扱いを始め、その後条件交渉は難航し、事業継承者の公募からいずれの事業者も辞退したため、2010年の民営化実施は困難な情勢となっていた。
2015年2月の定例市議会において、伊藤敬幹副市長（当時）が市ガス局の民営化について「具体的検討を深める時期に来ている」と述べ、同年4月には市ガス局内に事業改革調整室を設置した。その後市ガス局は2016年3月までに、民営化の可否について決するとしていたが、2016年2月、事業環境を見通せない状況が続いているとして、民営化についての判断は16年度以降にずれ込むと奥山恵美子市長（当時）が定例記者会見で説明した。その一方で、市ガス局は全面自由化による他社との競合激化に備え、財務体質を改善して経営の安定を図るため、旧港工場（多賀城市）の土地など未利用地の売却を進める方針と報じられている。

### 公募再開、推進委設置
2019年2月14日開催の市議会2月定例会で、郡和子市長が「できるだけ早い時期に民営化を実施することが望ましいと考え、新年度は公募再開に向けた具体の検討を進める」と述べ、6月市議会では有識者委を夏までに立ち上げ、19年度内に民営化計画を策定する方針を示した。これを受け、同7月22日に市は設置した「仙台市ガス事業民営化推進委員会」の初会合を仙台市役所で開催した。同会はエネルギー専門家ら6人で構成し、委員長には橘川武郎東京理科大学大学院経営学研究科教授を選出。次回以降、開催する推進委で事業継承者の選定方法などの検討を本格的に始める。
市は令和4年（2022年）度中にガス事業の民営化実施を目指しているが、専門家で構成する市ガス事業民営化推進委員会は令和3年（2021年）9月7日、ガス事業の譲渡先にふさわしい最優秀提案者は「該当なし」とする答申書を郡市長に提出した。郡は「答申は重く受け止める」としている。

## 主要施設

### 管理・窓口
- 仙台市ガス局 幸町庁舎（北緯38度16分24.7秒 東経140度54分24.5秒 / 北緯38.273528度 東経140.906806度）
- 仙台市ガス局ショールーム「Gas Salon」（北緯38度15分45.3秒 東経140度52分34秒 / 北緯38.262583度 東経140.87611度）
- 将監サービスセンター(旧泉営業所)
  - 西中田サービスセンターは、2016年4月より民間委託となり、委託先企業の店舗内に移設された(それまでは、ガス局の南営業所という扱いになっていた)。

### 工場・供給所
| 名称         | 位置                                   | ガスホルダー    |
| ------------ | -------------------------------------- | --------------- |
| 港工場       | 北緯38度16分48.3秒 東経141度1分27秒    | 球形 10万m3×1基 |
| 多賀城供給所 | 北緯38度17分14.2秒 東経141度1分28.8秒  | 球形 10万m3×2基 |
| 幸町供給所   | 北緯38度16分27.6秒 東経140度54分19.8秒 | 球形 10万m3×3基 |
| 泉供給所     | 北緯38度21分1.5秒 東経140度49分5.7秒   | 球形 10万m3×1基 |
| 茂庭供給所   | 北緯38度13分39.4秒 東経140度48分8.2秒  | 球形 10万m3×2基 |

### 供給エリア
|          | 大和町（南部） | 富谷市（南部） | 利府町（西部）               |
| 仙 台 市 | 泉区           | 泉区           | 多賀城市（海岸部を除く全域） |
| 仙 台 市 | 青葉区         | 宮城野区       |                              |
| 仙 台 市 | 太白区         | 若林区         |                              |
|          | 名取市（北部） |                |                              |

仙台市の地方公営企業であるが、上記の通り、仙台市以外にも供給エリアがある。即ち、仙台都市圏のDID地区へ主に供給しており、DID以外の上記自治体の居住区については簡易ガス事業による供給も行っている。供給戸数は約36万戸で、約80の事業者と大口契約を結んでいる。
2010年（平成22年）にセントラル自動車（現・トヨタ自動車東日本）が大衡村に、パナソニックEVエナジー（現・プライムアースEVエナジー）が大和町に進出するのを受け、2009年（平成21年）12月18日に両町村の3工業団地に天然ガスパイプラインを延長・開通した。なお、ガス局が保有する2007年度末のパイプライン総延長距離は約4,100kmであり、東北電力からガスの供給を受けている。

## 広告活動
2006年8月、宮城県を中心に活動するパーソナリティー・本間秋彦をイメージキャラクターに起用。2018年からキービジュアルとして、「炎JOY（エンジョイ）ガール・つどいちゃん」も使用している。

### スポンサー番組
- 名探偵コナン（読売テレビ制作、ミヤギテレビ）※宮城県都市ガス協会（仙台市ガス局、石巻ガス、塩釜ガス、古川ガス、気仙沼市ガス水道部、仙南ガス）の共同スポンサーとして
- こうちゃんの幸せごはん（仙台放送）

#### 過去
- 炎のプチ達人!（ミヤギテレビ）
- 炎のとれたて!キッチン（ミヤギテレビ）
- 本間ちゃんのガスで生活向上委員会
- まこのはっぴぃウィズガス（東北放送）

## 関連企業
- 仙台ガスサービス株式会社
- 仙台ガスエンジニアリング株式会社
- 仙台エルピーガス株式会社
- 株式会社クリーンエナジー

## 仙台市の地方公営企業
- 仙台市交通局
- 仙台市水道局